# Benachiba Chelia
Benachiba Chelia (em árabe: بن عشيبة الشلية) é uma comuna localizada na província de Sidi Bel Abbès, Argélia. De acordo com o censo de 2008, a população total da cidade era de 5 688 habitantes.